# Un americano alla corte di re Artù
Un americano alla corte di re Artù (A Connecticut Yankee in King Arthur's Court) è un romanzo fantastico del 1889 di Mark Twain. È una delle opere più note dello scrittore e umorista statunitense e rappresenta uno dei primi esempi di romanzo sul tema del viaggio nel tempo.

## Trama
Il protagonista del romanzo è Hank Morgan, un comune cittadino di Hartford nel Connecticut che misteriosamente (per mezzo della "trasmigrazione delle anime" e della "trasposizione di epoche e dei corpi") si trova trasportato indietro nel tempo all'Inghilterra medioevale del leggendario re Artù (l'anno esatto è il 513). Grazie alla propria conoscenza della tecnologia del XIX secolo, Morgan viene scambiato per un mago.

## Adattamenti
Gli adattamenti di questo celebre romanzo in opere teatrali, film, cartoni animati e in altri media sono innumerevoli. Alcuni di questi adattamenti, come il film del 1921 Le avventure di un americano alla Corte di re Arturo (primo esempio cinematografico di viaggio nel tempo) seguito da una versione del 1931 distribuita in Italia con il titolo Un americano alla corte di Re Artù e poi da La corte di re Artù (versione del 1949) o il musical A Connecticut Yankee di Rogers e Hart, ripropongono sostanzialmente la storia originale di Twain; altri sono variazioni o parodie, come i film Disney Un astronauta alla tavola rotonda (Unidentified Flying Oddball, 1979),  Un ragazzo alla corte di re Artù (A Kid in King Arthur's Court, 1995) e Un'americana alla corte di Re Artù (A Knight in Camelot, 1998), oppure il più recente Black Knight (Black Knight, 2001).
Il romanzo di Twain ha influenzato fortemente i fratelli Strugatskij, scrittori russi di fantascienza. In Lunedì inizia sabato (1965), il personaggio di Merlino è ispirato direttamente al Merlino di Mark Twain e se ne fa spesso riferimento, anche esplicito, mentre lo stesso È difficile essere un dio presenta un'evidente analogia di fondo, concentrandosi poi sulle questioni etiche e morali.
L'idea dell'uomo contemporaneo riportato nel Medioevo dei cavalieri e dei tornei (o in quello mitico di incantesimi e dei draghi) è forse la specializzazione più diffusa del tema dei viaggi nel tempo (un esempio recente è Timeline di Michael Crichton). Anche il celebre film di Troisi e Benigni Non ci resta che piangere (1985) riprende alcuni dei temi dell'opera di Twain (in questo caso la collocazione storica è il Rinascimento fiorentino).

## Riferimenti nei media
- La serie televisiva MacGyver ha un episodio doppio (episodi 7x07 e 7x08) ispirato a questo romanzo, dal titolo MacGyver alla corte di Re Artù (Good Knight MacGyver).
- Nella serie C'era una volta, la fidanzata di Henry, Violet di Camelot, dice che suo padre era un abitante del Connecticut arrivato misteriosamente a Camelot alla corte di Artù.
- Un episodio dei Transformers (G1), come titolo (Un Decepticon alla corte di Re Artù) e come trama (un umano dell'epoca moderna e alcuni Transformer vengono mandati indietro nel tempo in seguito a una specie di galleria che si scopre essere l'equivalente di una macchina del tempo), ricorda molto il libro.
- Nel film Un lupo mannaro americano a Londra (John Landis - 1981) l'infermiera Alex legge proprio "un Americano alla Corte di re Artù" al protagonista, e futuro lupo mannaro, David Kessler, durante la sua degenza all'ospedale.
- Il doppio episodio di "Star Trek: The Next Generation" "Un mistero dal passato", a cavallo tra quinta e sesta stagione, suggerisce che Twain abbia avuto l'idea per la trama del libro dalla vicenda narrata nei due episodi.